# Farida d'Égypte
Titre
Reine d'Égypte
20 janvier 1938 – 19 novembre 1948
(10 ans, 9 mois et 30 jours)
Farida d’Égypte (الملكة فريدة en arabe), née Safinaz Zulfikar le 5 septembre 1921, décédée le 16 octobre 1988, a été la reine d’Égypte et la première épouse du roi Farouk.

## Vie privée

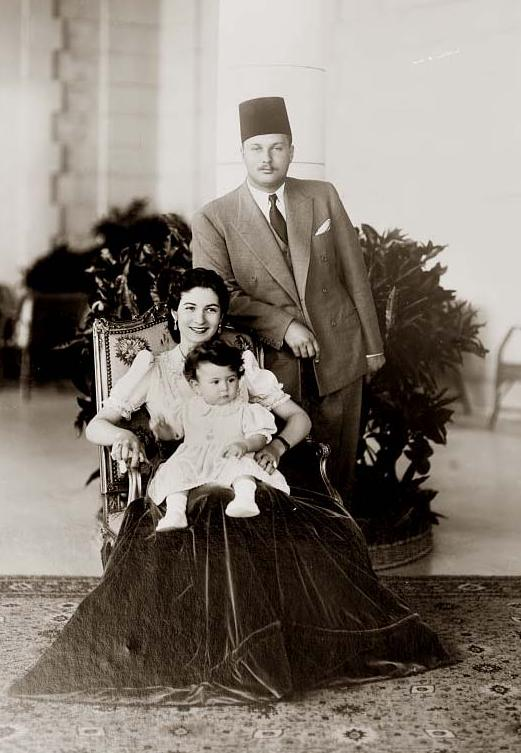
Le roi Farouk Ier, la reine Farida et la princesse Feriyal vers 1940.

Elle naît en 1921 dans une famille égyptienne noble à Gianaclis, quartier d’Alexandrie en Égypte. Son père, le juge Zulfikar Yusuf (en), était vice-président de la Cour d'appel mixte d'Alexandrie. Son grand-père maternel était le Premier ministre Mohammed Saïd Pacha et elle était la nièce de l'illustre artiste Mahmoud Saiid. Elle reçut son éducation élémentaire et primaire à l'école Notre-Dame de Sion d’Alexandrie, dirigée par des religieuses françaises. 

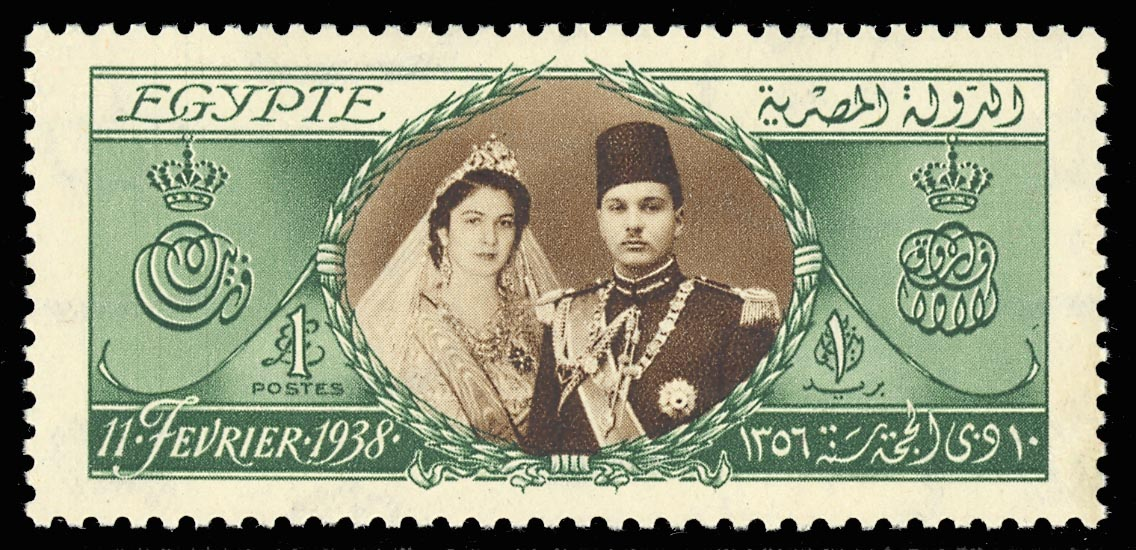
Timbre-poste émis à l’occasion du mariage de Farouk et Farida.

À l'âge de seize ans, le 20 janvier 1938, elle épousa le roi Farouk, à l'Saraya Koubba au Caire. Elle prit le nouveau nom de Farida, conformément à la tradition selon laquelle les membres de la famille doivent porter les mêmes initiales. Elle eut trois filles : la princesse Feriyal (1938), la princesse Fawzia (1940) et la princesse Fadia (1943). Après la naissance de sa troisième fille, Farouk la répudia le 19 novembre 1948. À la suite de la confiscation de ses biens après la révolution de 1952, la reine se tourne vers la peinture pour gagner sa vie. Par la suite, elle vécut presque toute sa vie à Paris jusqu'à son retour en Égypte, gouvernée alors par Sadate, en 1974. Après son divorce elle ne se remaria pas et mourut de leucémie au Caire le 16 octobre 1988, âgée de 67 ans.

## Vie publique
La reine Farida était née à une époque où la maternité est le seul rôle d'une femme. La naissance d'un héritier du trône avait une importance particulière. Cependant, du fait de l'influence grandissante de l'Occident, le rôle de première dame gagna en dignité. Ce titre honorifique entraîna le devoir de participer à des organisations caritatives, des collectes de fonds, des commémorations et de recevoir les dignitaires étrangers. La reine Farida accepta de présider la Société du Croissant-Rouge et fut également présidente d’honneur de l'Union féministe et de la Nouvelle Alliance féminine. Elle patronna également l’Egyptian Girl Guide Company qui joua un rôle important dans les affaires communautaires.